# 토라노누오보
토라노누오보(이탈리아어: Torano Nuovo)는 이탈리아 아브루초주 테라모도에 위치한 코무네다.